# This Is the Night (2021)
This Is the Night ist eine Tragikomödie von James DeMonaco, die im September 2021 in die US-Kinos kam.

## Handlung

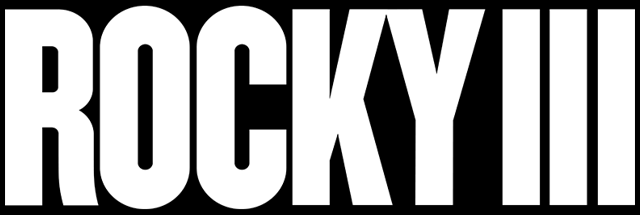
Ganz Staten Island fiebert dem Start von Sylvester Stallones Rocky III entgegen

Anthony Dedea lebt auf Staten Island, und wie seine ganze Familie und die gesamte italoamerikanische Nachbarschaft fiebert der Teenager der Rückkehr ihres Helden entgegen: Rocky Balboa. In diesen Tagen des Jahres 1982 soll das Boxerdrama Rocky III von dem in New York geborenen Sylvester Stallone in die Kinos kommen. Nun soll Anthony für seine Familie Tickets für den Film besorgen, die allerdings heiß begehrt sind.

## Produktion

### Filmstab
Regie führte James DeMonaco, der auch das Drehbuch schrieb. Die Geschichte ist von der prägenden Kindheit des Regisseurs in Staten Island inspiriert, die Insel und einer der fünf New Yorker Stadtbezirke, in dem DeMonaco aufwuchs. Bereits sein Regiedebüt aus dem Jahr 2009, Staten Island, spielte dort.
Über Rocky III, der im Film von zentraler Bedeutung ist, sagte der Regisseur, er habe den Film an einem Tag gleich zweimal gesehen, und Rocky Balboa habe darin als italoamerikanischer Arbeiter das repräsentiert, was Staten Island ausmacht.

### Besetzung und Dreharbeiten

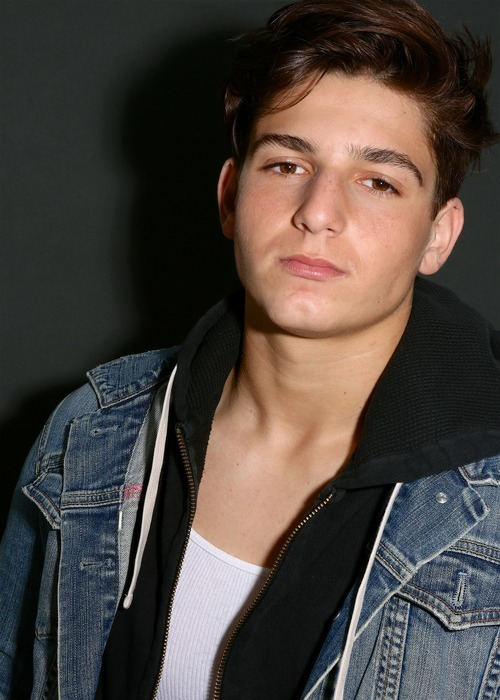
Chase Vacnin spielt in seiner ersten Filmrolle Albie Lenza

Der Nachwuchsschauspieler Lucius Hoyos, der zuvor als Sprecher für PAW Patrol tätig war, spielt in der Hauptrolle Anthony Dedea. Frank Grillo, der mit DeMonaco an zwei Purge-Filmen zusammengearbeitet hat, spielt seinen Vater Vincent, Naomi Watts seine Mutter Marie und Madelyn Cline seinen heimlichen Schwarm Sophia Larocca. Bobby Cannavale spielt deren Vater und Gangster Frank. Für Chase Vacnin, der in der Rolle von Anthonys Kumpel Albie Lenza zu sehen ist, stellt es sein Spielfilmdebüt dar. River Alexander, der bereits in mehreren Filmen mitwirkte, spielt ihren Freund Dov Sabian. Jonah Hauer-King spielt Anthonys älteren Bruder Christian.
Die Aufnahmen entstanden ab Anfang 2018, größtenteils in Staten Island, dem Handlungsort des Films. Hier drehte man im "Amendment 18" in der Edgewater Hall im Stadtteil Stapleton, eine Location, die immer wieder für Dreharbeiten genutzt wird und in einen 1980er-Jahre-Look umgestaltet wurde. Als Kameramann fungierte Anastas N. Michos, mit dem DeMonaco bereits für The First Purge zusammenarbeitete. Der Arbeitstitel des Films war Once Upon a Time in Staten Island.

### Filmmusik, Marketing und Veröffentlichung
Die Musik für den Film stammt von Nathan Whitehead, der für den Regisseur bereits bei The Purge – Die Säuberung tätig war. Das Soundtrack-Album mit insgesamt 15 Musikstücken wurde zum US-Kinostart von Back Lot Music als Download veröffentlicht.
Universal Pictures brachte den Film am 17. September 2021 in ausgewählte US-Kinos in New York und veröffentlichte ihn am 21. September 2021 digital / als Video-on-Demand. Kurz zuvor wurde der erste Trailer vorgestellt.

## Altersfreigabe
In den USA erhielt der Film von der MPAA ein R-Rating, was einer Freigabe ab 17 Jahren entspricht.

## Kritik
Das Portal Rotten Tomatoes verzeichnet bislang acht Kritiken, von denen nur eine positiv gestimmt war.